# Albert Schwartz
Albert Schwartz (n. 21 decembrie 1907, Chicago, Illinois, SUA – d. 7 decembrie 1986, Los Angeles, California, SUA) a fost un înotător american, medaliat olimpic. A participat la o ediție a Jocurilor Olimpice (1932) în care a câștigat două medalii de bronz.